# Rivière Falcoz
Rivière Falcoz är ett vattendrag i Kanada.   Det ligger i provinsen Québec, i den östra delen av landet, 1 500 km nordost om huvudstaden Ottawa.
Omgivningarna runt Rivière Falcoz är i huvudsak ett öppet busklandskap. Trakten runt Rivière Falcoz är nära nog obefolkad, med mindre än två invånare per kvadratkilometer.